# Държавно устройство
Под държавно устройство или политическа система на дадена държава се разбира съвкупността от принципи и институции, на чиято основа функционира държавата.

## История
Сред първите, които разделят държавите според формите на управлението им, е древногръцкият философ Аристотел. В съчинението си „Политика“ той определя 6 форми, които се разделят на 2 групи в зависимост от това дали управляващите управляват в общ или в свой интерес:
- в общ интерес: монархия, аристокрация, демокрация;
- в свой интерес: охлокрация, тирания, олигархия.

## Форми
Исторически се обособяват форми на политическите системи по организацията на държавата, които се свеждат до следните 4 основни вида:
- Демокрация
- Теокрация
- Тоталитаризъм
- Авторитаризъм